# Dongfeng Fengxing Jingyi
Dongfeng Fengxing Jingyi (东风风行景逸) — подразделение китайской компании Dongfeng и суббренд Dongfeng Liuzhou Motor

## История

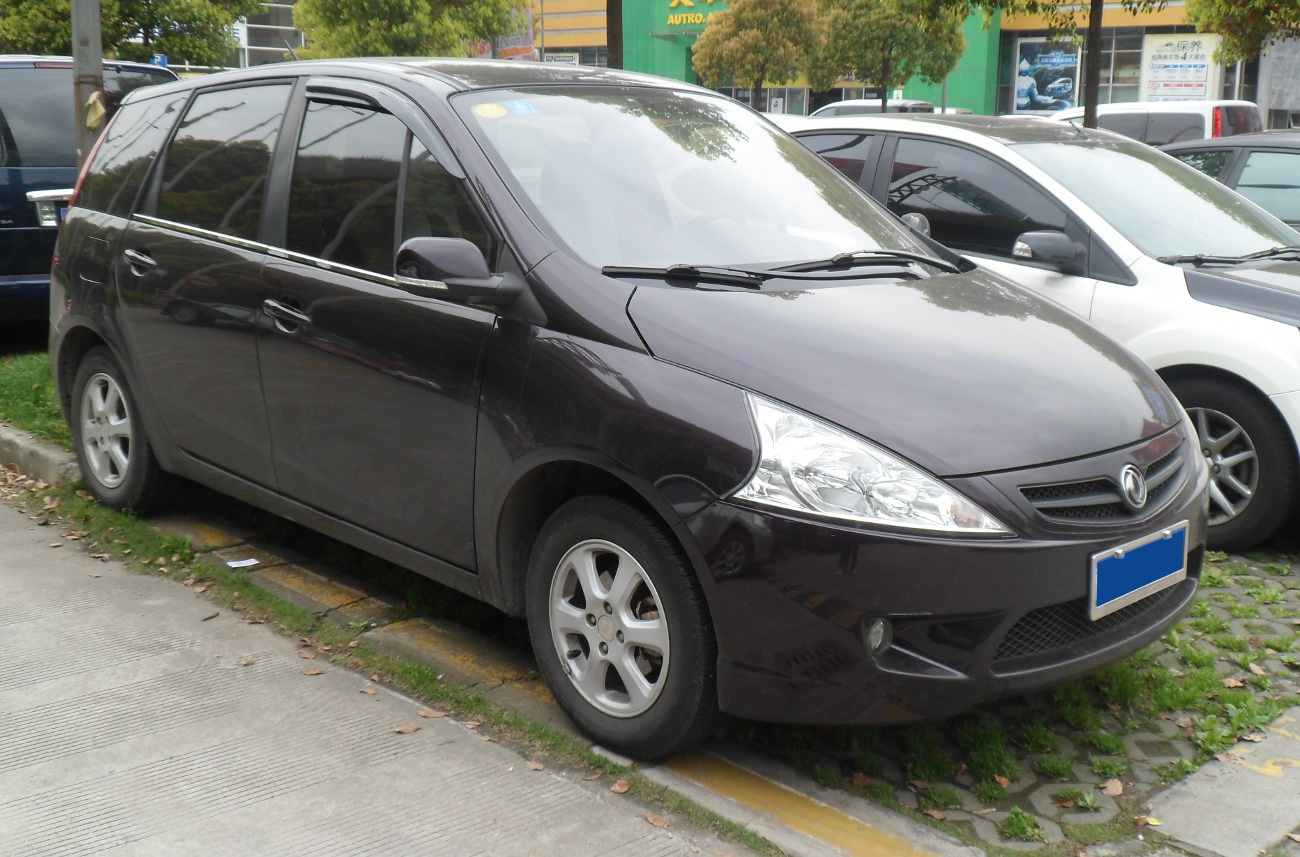
Dongfeng Fengxing Jingyi

Первый автомобиль компании, Forthing Jingyi X5, был представлен в 2013 году. В настоящее время компания выпускает легковые автомобили, седаны, внедорожники и вездеходы.

## Продукция
- Jingyi S50 — седан.
- Jingyi X3 — субкомпактный кроссовер.
- Jingyi X5 — компактный кроссовер.
- Jingyi X6 — среднеразмерный кроссовер.
- Jingyi X7 — среднеразмерный кроссовер.

## Галерея

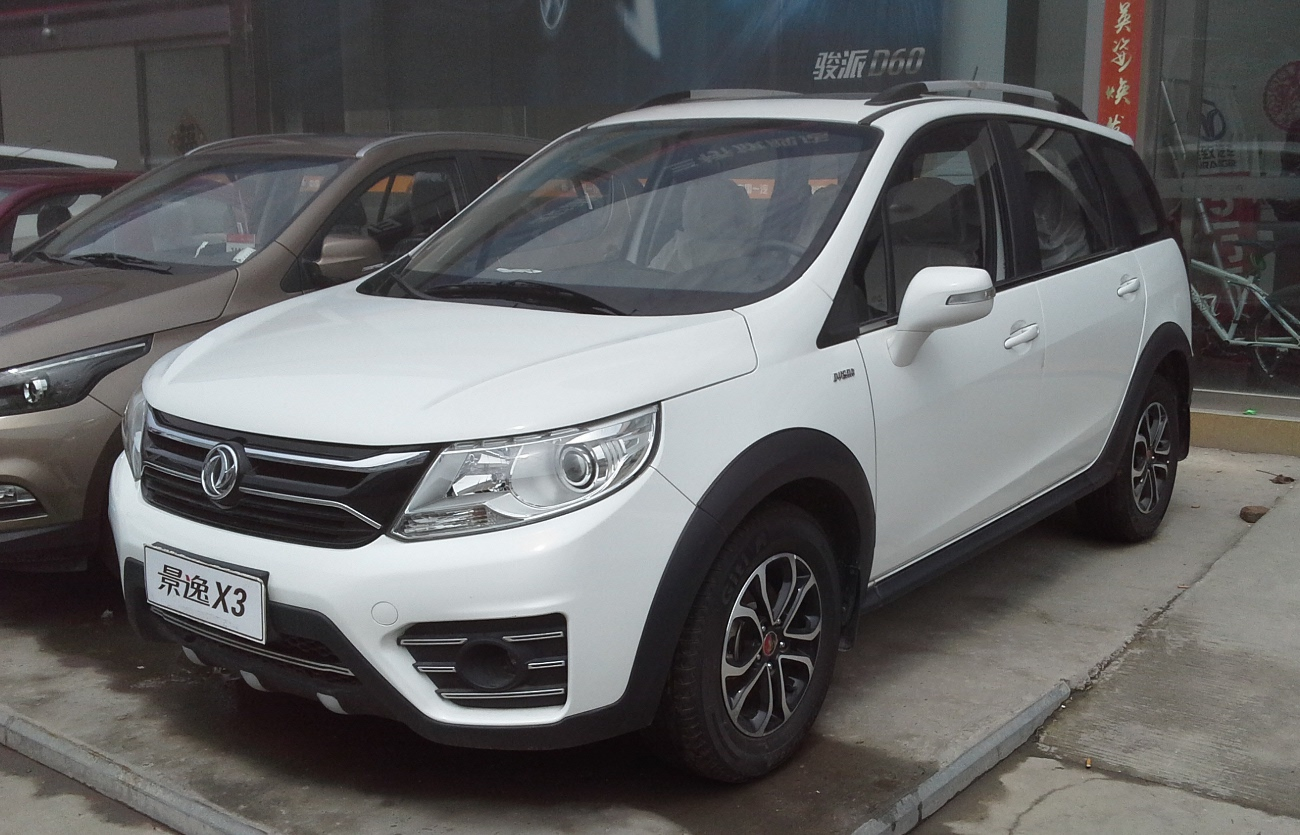
Dongfeng Fengxing Jingyi X3
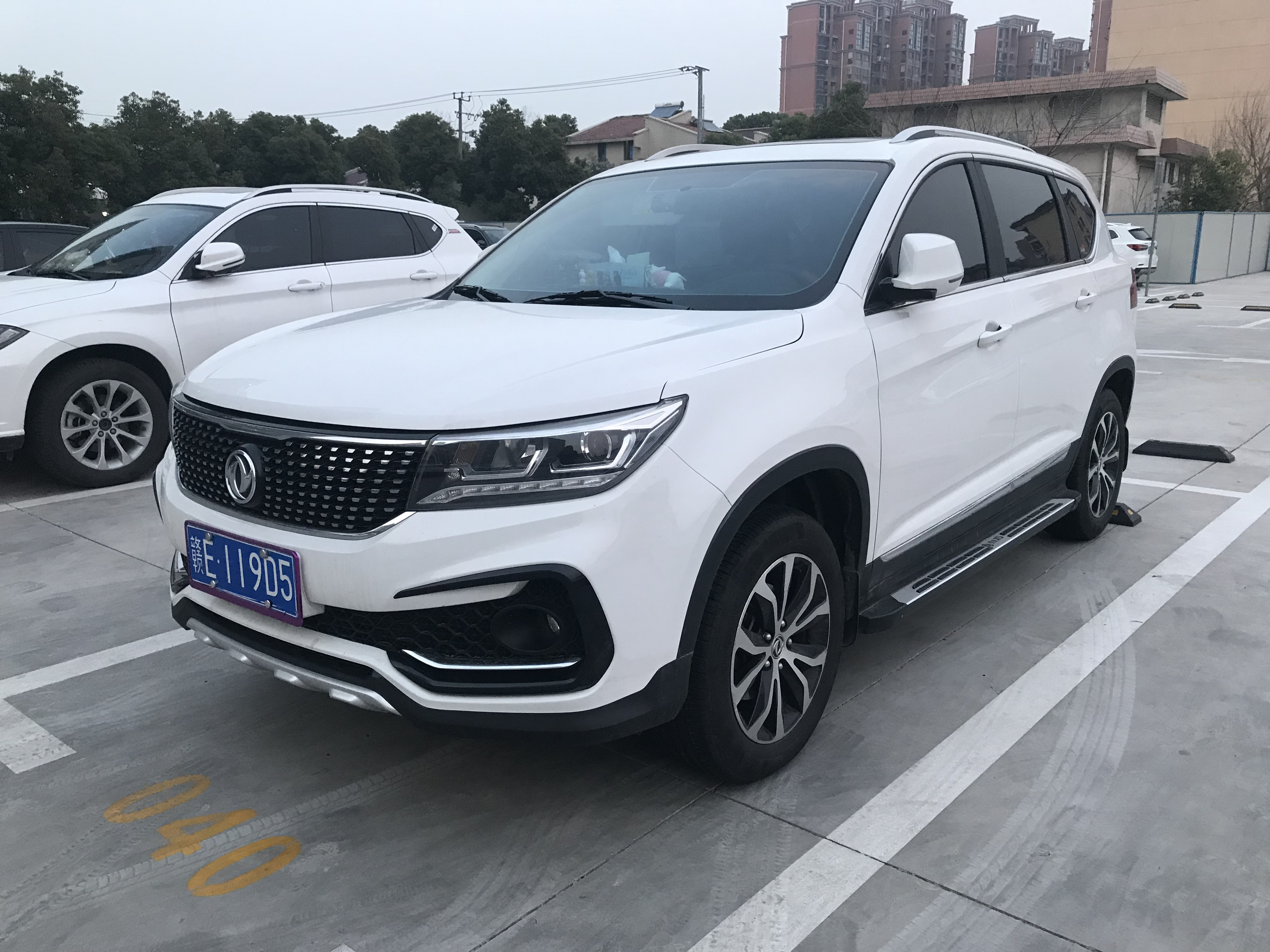
Dongfeng Fengxing Jingyi X5 II
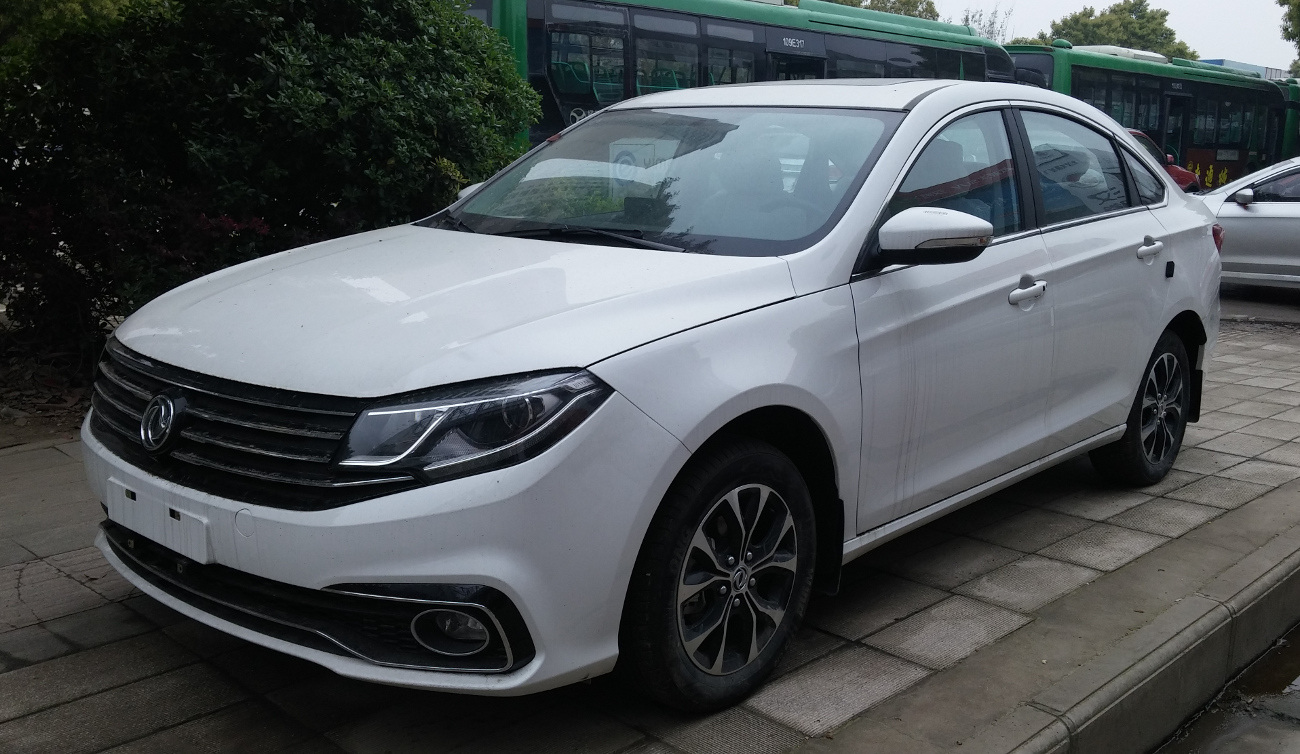
Dongfeng Fengxing Jingyi S50